# Рудольф Мюллер
Рудольф Мюллер (нім. Rudolf Müller; 26 грудня 1865, Кошиці — 1 серпня 1945, Ґрац) — австрійський воєначальник, генерал інженерних військ запасу вермахту.

## Біографія
Народився в м. Кошиці (нім. Kaschau).
18 серпня 1888 року, після закінчення Військово-технічної академії, поступив на службу в інженерний полк №2. В 1892-94 роках пройшов вищий інженерний курс. З 1 травня 1893 року — в інженерному батальйоні №15, з 1 вересня 1894 року — №11. 1 листопада 1894 року зарахований у Генштаб. З 1 травня 1897 року — в 55-му піхотному полку, з 1 травня 1899 року — у відділ Генштабу 12-го корпусу. З 1 листопада 1905 року — викладач військової географії у консульській академії. З 1 листопада 1909 року — другий штабний офіцер військового відділу 9-го корпусу. З 1 листопада 1909 року — викладач воєнного училища. З 29 липня 1912 року — командир 36-го піхотного полку, з 24 грудня 1914 року — 12-го піхотного полку, з 29 березня 1917 року — 22-ї піхотної дивізії. З 20 грудня 1920 року — начальник першого відділу Міністерства оборони Австрії. 12 липня 1921 року вийшов на пенсію.

## Звання
- Обер-лейтенант (1 листопада 1890)
- Гауптман (1 травня 1897)
- Гауптман Генштабу (1 травня 1899)
- Майор (1 листопада 1905)
- Оберст-лейтенант (1 травня 1909)
- Оберст (7 серпня 1912)
- Генерал-майор (10 листопада 1915)
- Титулярний фельдмаршал-лейтенант (24 травня 1935)
- Генерал інженерних військ запасу (31 жовтня 1940)

## Нагороди
- Ювілейна пам'ятна медаль 1898
- Ювілейний хрест (1908)
- Бронзова медаль «За військові заслуги» (Австро-Угорщина)
- Хрест «За військові заслуги» (Австро-Угорщина)
  - 3-го класу
  - 3-го класу з військовою відзнакою
  - 2-го класу з військовою відзнакою
- Хрест «За вислугу років» (Австрія) 3-го класу (25 років)
- Орден Залізної Корони 2-го класу з військовою відзнакою (1917)
- Орден Леопольда (Австрія), командорський хрест з військовою відзнакою (1917)
- Військовий Хрест Карла
- Військовий орден Марії Терезії, лицарський хрест (10 червня 1921)
- Пам'ятна військова медаль (Австрія) з мечами
- Почесний хрест ветерана війни з мечами